# 朝日放送電視台
朝日放送電視株式會社（日语：／ Asahi Hōsō Terebi Kabushiki gaisha */?），通稱ABC電視台（ABCテレビ），簡稱ABC，是日本一家總部位於大阪府大阪市福島區的電視台。ABC電視台的前身是朝日放送的電視部門。2018年，朝日放送實施廣播控股公司制度，電視部門業務由其全資子公司ABC電視台繼承。ABC電視台的播出地區是近畿廣域圈（大阪府、京都府、兵庫縣、滋賀縣、奈良縣、和歌山縣），但在播出地區外的德島縣等地亦能接收到訊號。ABC電視台開播於1956年12月1日，其前身是大阪第一家民營電視台大阪電視放送。朝日放送電視台現在是ANN聯播網成員，識別呼號是JOAY-DTV，遙控器號碼是6頻道。

## 歷史

### 大阪電視放送
日本的民營電視，開始於讀賣新聞社社主正力松太郎的利用微波通訊網建設覆蓋日本全國的電視台的構想。1952年7月，東京的日本電視台獲得電視預備執照，成為日本第一家民營電視台:67-68。同時，產經新聞社、京都放送、神戶放送、讀賣新聞社等公司也有意在大阪府設立民營電視台:68-69，關西的兩家民營廣播電台朝日放送及新日本放送（現每日放送）決定聯手。1952年8月，朝日放送和新日本放送撤銷雙方原本提出的電視執照申請，合作以「大阪電視台」（OTV，在翌年8月改名為「大阪電視放送」）名義申請獲得電視執照:69-70。翌年，大阪電視放送在大阪市堂島濱通購地，用於修建總部大廈。大阪電視放送還通過在報紙上公開徵集的方式選出了商標:70。1955年12月3日，大阪電視放送獲得籌備執照，呼號是JOBX-TV:70。在開播之前，大阪電視放送制定了節目自製率達40%的目標，並且決定同時轉播東京的KRT電視台和日本電視台的節目，實現利益最大化:76。為了普及電視，大阪電視放送還在開播前於關西各地設置了60台街頭電視機:76-77。1956年11月，大阪電視放送開始進行試播，每日播出2.5小時的節目:77。1956年12月1日早晨9時30分，大阪電視放送正式開播，成為關西第一家民營電視台:77。在開播之初，電視劇、觀眾參加型節目、新聞節目佔據大阪電視放送全部節目的近半數:78。大阪電視放送在1958年購入兩台錄影機，是日本第一個導入錄影機的電視台:282。同年，大阪電視放送還實現了日本第一次從富士山頂進行直播:282。
在大阪電視放送開播的同時，郵政省在1957年1月發布了新的電視用頻道分配基本方針，東京以外的大都市地區分配到更多電視頻道。關西亦有7家業者申請獲得電視執照，朝日放送及每日放送亦加入申請獲得電視執照的業者之列:99-100。但因頻道數有限，雙方在經過雙方會談後最終同意由每日放送申請新台執照，而朝日放送則和大阪電視放送合併:100-101。當時大阪電視放送的員工中，有200人希望留在合併後的新公司，104人希望加入每日放送:102。同時因1958年8月讀賣電視台開播後日本電視台停止向大阪電視放送提供節目，大阪電視放送和KRT電視台建立了聯播網關係:102-103。1959年6月1日，大阪電視放送和朝日放送進行對等合併，成為朝日放送的電視部門:103。

### 日本新聞網（JNN）時期

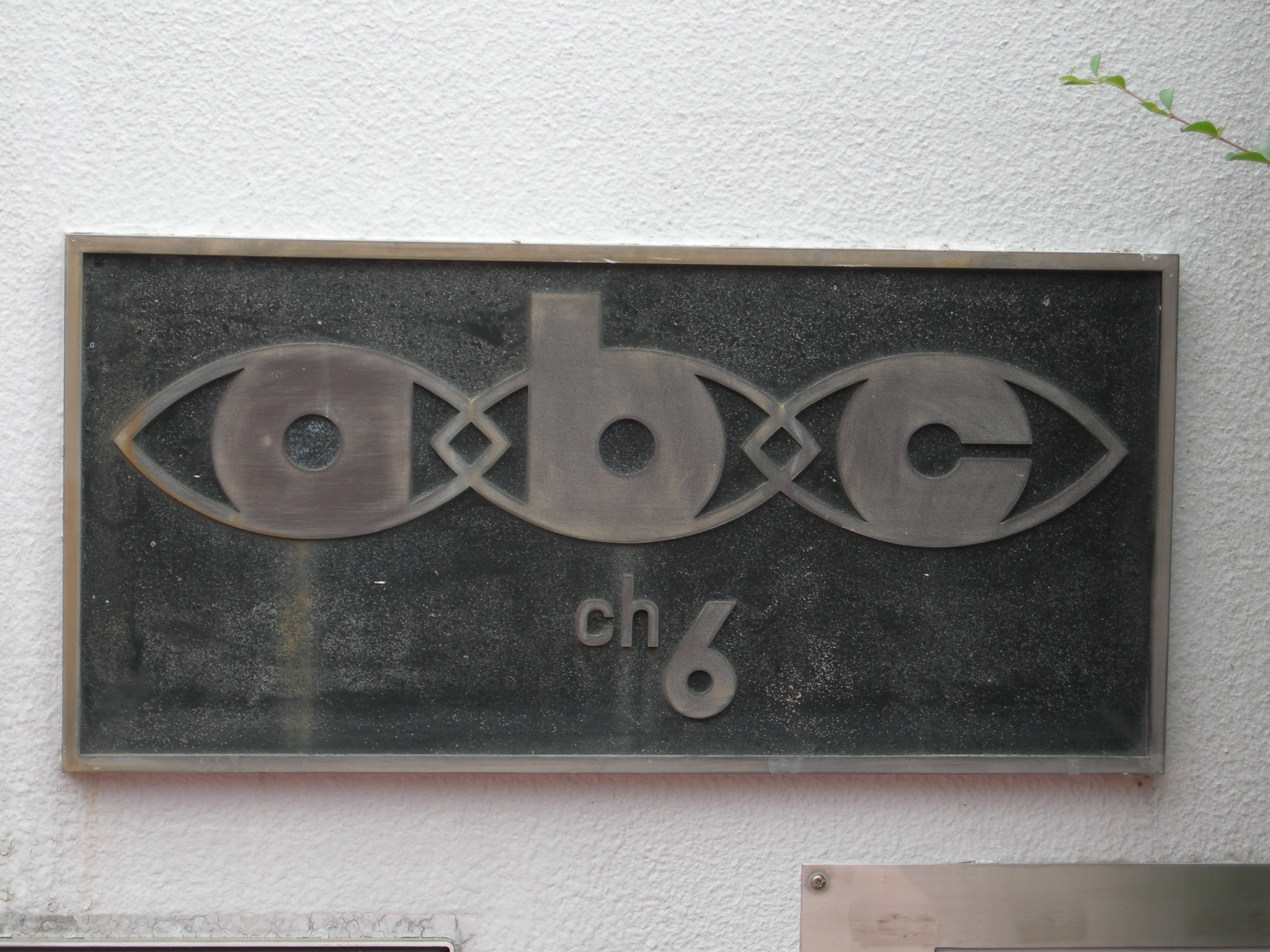
朝日放送和大阪電視放送合併後的第一代商標

大阪電視放送和朝日放送合併後，呼號從JOBX-TV改為JONR-TV，頻道名稱也改為朝日放送電視台:105。1959年8月JNN（日本新聞網）成立時，朝日放送電視台是創始成員之一:125。1960年7月，朝日放送以26.4%的佔有率維持了大阪地區收視首位（其次是讀賣電視台的21.5%、關西電視台的19.8%、每日放送的18.2%、NHK綜合的12.2%）:112。同年4月，朝日放送成立了工會:108。1961年10月，朝日放送股票在大阪證券交易所上市:157。同年12月1日至3日，朝日放送電視台因大規模罷工而被迫停播45小時:109-112。
日本在1959年決定採用NTSC制式作為彩色電視制式後，朝日放送也從1960年9月10日開始正式播出彩色電視節目。在彩色電視開播初期，朝日放送每週僅播出4小時的彩色節目:113。翌年10月，朝日放送股票在大阪證券交易所上市:115。1966年，朝日放送遷入大淀南總部:139。1970年世界博覽會期間，朝日放送進行了全面轉播:144-153。在1971年的開播20週年之際，朝日放送製作播出了特別節目《天皇的世紀》，並通過JNN聯播網在日本全國播出:186-188。1974年開始，朝日放送實施完全週休二日制:240-241。

### 加入全日本新聞網（ANN）

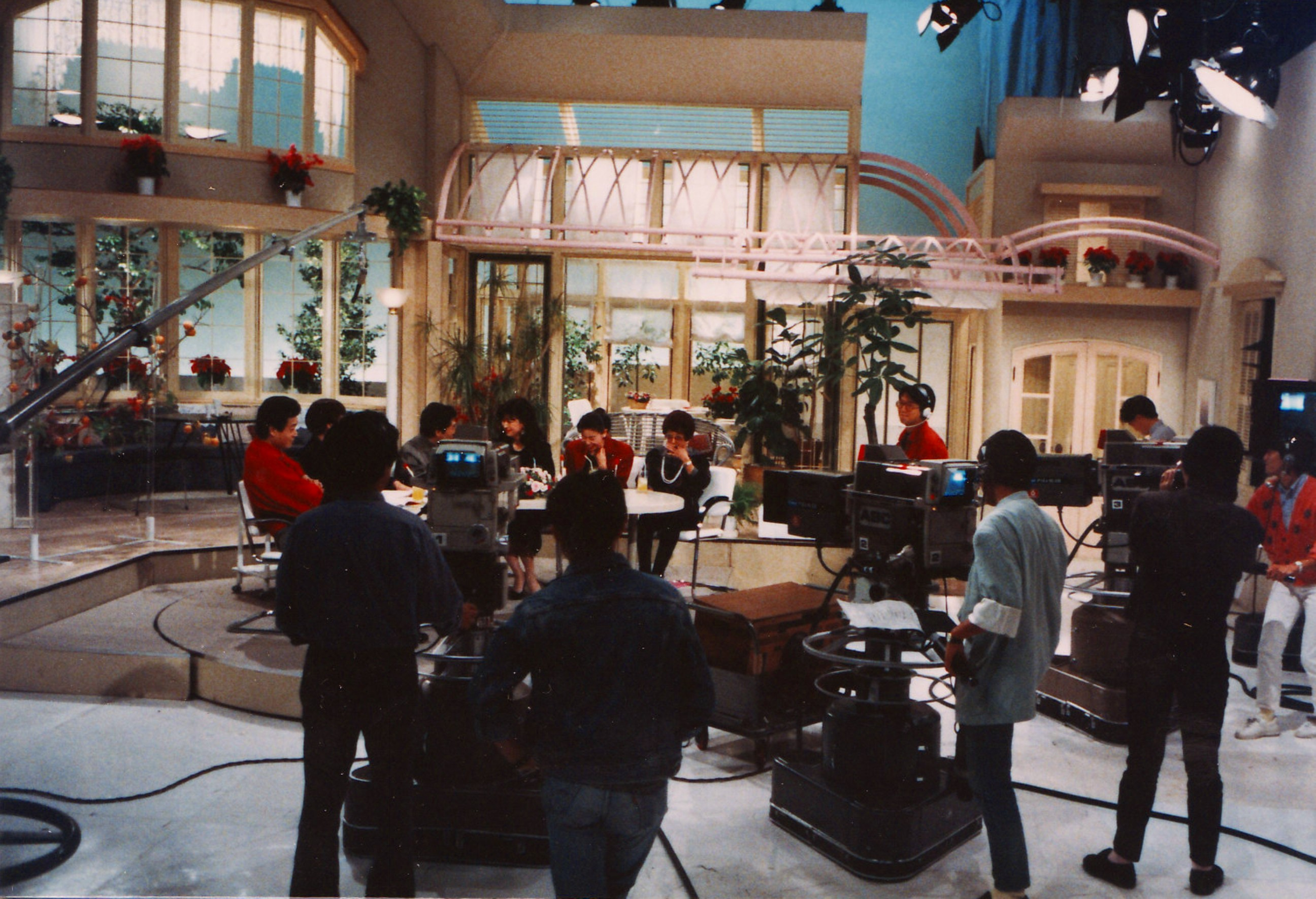
1980年代的朝日放送綜藝節目製作風景

朝日放送的大股東朝日新聞社長期以來對朝日放送將TBS電視台（每日新聞社當時是其主要股東之一）作為核心局一事抱有不滿。在1963年的常務會上，朝日新聞社提出了三點電波政策，包括：
1. 將NET電視台改名為朝日電視台；
2. 將朝日放送的聯播網從TBS系列改為NET系列；
3. 在名古屋及福岡設立只加入NET系列的加盟台[4]:201-202。

1964年，朝日新聞社要求朝日放送加入NET聯播網，但被朝日放送以「還有朝日新聞社以外的大股東」為由拒絕。朝日放送還提出三點要求，並表示這三點要求是朝日放送變更聯播網的必須條件：
1. NET需升格為綜合電視台；
2. NET需整理朝日新聞社以外的報社資本；
3. NET需改善經營狀況[4]:202-203。

1970年代中期，隨著NET系列聯播網實力的增強，以及東京各報社之間進行所持電視台股份的整理，朝日放送當時提出的條件已經基本得到滿足:203-204。1974年4月，朝日新聞再次對朝日放送提出變更聯播網的要求，朝日放送表示需要一些時間後才能答复。得知這一動態的TBS在同年11月對朝日放送表示希望解除聯播網關係。翌年4月1日，朝日放送和每日放送交換所屬聯播網：朝日放送加入ANN（全日本新聞網），每日放送加入JNN。關西地區電視台加盟的聯播網和報社股東之間的資本關係得到理順:204-205。
當時ANN聯播網是日本的四家聯播網中實力最弱小的聯播網，NET的節目製作能力也和TBS有巨大差距。因此失去TBS的高收視節目對朝日放送是一大打擊:206。朝日放送黃金時段的收視率從關西民營各台首位變成殿後，盈利也從1974年度的12.92億減少至1975年度的2.25億日元:208。但高收視聯播節目減少一事也使朝日放送不得不提升的節目自製能力:206。1975年，朝日放送在東京都港區芝公園修建了地下2層、地上11層的ABC會館，其中5至7層是朝日放送的東京支社:211。1977年，朝日放送和法國電視二台簽訂了姊妹台協議:320。
在開播30週年的1981年，朝日放送協助唐招提寺將日本國寶鑑真雕像時隔1,200年再次搬往中國進行展覽，在北京市舉辦的展覽吸引超過60萬人參觀:232-234。同年度朝日放送電視台以黃金時段17.9%、晚間時段18.1%、全日10.2%的收視率獲得收視率三冠王:30-31。1982年，朝日放送使用衛星直播了世界19國的新年第一次日出的畫面:237-238。同年朝日放送投資修建的日本第一個古典音樂專用音樂廳交響樂大廳竣工:245。這座音樂廳耗資約60億日元:371，實現了殘響僅有2秒的超高音質:374。1982年10月14日，交響樂大廳舉辦了開館紀念音樂會:376。1984年10月18日，交響樂大廳舉辦了開業2週年的紀念音樂會，由卡拉揚指揮:377。1981年和1984年，朝日放送發生了兩次新聞取材直升機墜毀事故，造成6人殉職（其中2人是朝日放送員工）:289-283。
為適應衛星電視和有線電視帶來的多頻道時代，朝日放送在1990年設立了衛星電視子公司衛星ABC，並設立衛星電視頻道sky-A:299-301。1992年，朝日放送節目最棒紀錄片因節目內容涉嫌造假而停播，受到了郵政省「嚴重注意」的警告:308-309。1990年代後期，受到日本泡沫經濟崩潰後經濟蕭條的影響，朝日放送的經營狀況出現嚴重惡化，被迫對副業進行整理，並在1998年發行了公司債:329-330。朝日放送在1995年開設了官方網站:356。2000年，朝日放送啟用了新主控室，以適應即將播出的數位電視需求:357-358。

### 數位電視時代
朝日放送在2003年4月18日獲得無線數位電視的預備執照:24，並自同年12月1日開始播出數位電視訊號。在2005年和2008年，朝日放送獲得全日及晚間時段（19時至23時）的關西各台收視率第一:28-29。2011年7月24日，朝日放送停止播出類比電視訊號。2012年，朝日放送時隔31年，再次獲得收視三冠王:92-93。2013年度，朝日放送獲得黃金時段（19時至22時）及晚間時段的收視冠軍。2014年度至2017年度，朝日放送連續四年獲得全日、晚間時段、黃金時段收視第二位。
朝日放送自1990年代就開始檢討修建新的總部大廈，但由於日本泡沫經濟崩潰而被迫擱置:80。2003年，朝日放送決定參加大阪大學醫學部附屬醫院所在地的都市更新招標並成功中標，獲得修建新總部所需用地:81。為確保修建新總部所需的資金，朝日放送出售了大淀總部和位於芝公園的東京支社的土地:81。朝日放送新總部在2005年7月開工，2008年1月竣工:84。同年6月23日，朝日放送開始從位於福島區的新總部播出節目。同樣在2008年，朝日放送啟用了新商標:155。
2014年10月10日，朝日放送實現股票交易市場從大阪證券交易所變更為東京證券交易所:157-158。朝日放送在2018年實施了廣播控股公司制度。朝日放送更名為朝日放送集團控股，而電視業務則由新設立的子公司的朝日放送電視台繼承:166-171。在實施廣播控股公司制度的同時，朝日放送電視台的呼號從JONR-DTV改為JOAY-DTV。2019年度，朝日放送電視台獲得晚間時段的收視率冠軍。
朝日放送電視台近年亦積極投資網路領域。2016年，朝日放送加入了由核心局共同創建的影片點播服務TVer，加強在網路領域的投入。2018年，朝日放送電視台和Google合作，在YouTube上推出「#部活ONE！」，拓展網路廣告收入:111-112。2018年開始播出的《相席食堂》亦通過在亞馬遜Prime上播出等方式拓展收入:105-106。

## 節目

### 新聞節目
開播之初，大阪電視放送每日在早晨、傍晚、夜間播出三節新聞，累計時長30分:81。朝日放送在1968年設立了報道局，強化報道體制:302。1974年，朝日放送實現獨家進行小野田寬郎的歸國記者會:177-180。1975年的沖繩國際海洋博覽會是朝日放送加入ANN後的第一次共同取材:209-210。朝日放送自1970年代中期開始導入電子新聞採集（ENG）系統，大幅提高了新聞採訪編輯效率，也令大型新聞節目的製作成為可能:228-230。1995年阪神·淡路大地震時，朝日放送中震後迅速開始播出報道特別節目，累計時長超過48小時，對地震災情進行了全面報道，並在震後持續提供實用生活資訊:401-402。JR福知山線出軌事故時，朝日放送電視台亦播出了報道特別節目:62。
1977年開始播出的《Time 6》是朝日放送的第一檔大型帶狀地方新聞節目，憑藉生活資訊等軟性話題而獲得觀眾青睞:220-222。此外ANN聯播網的政論節目《週日課題》也是由朝日放送和朝日電視台共同製作:275-276。2004年至2009年，朝日放送電視台在平日傍晚播出新聞節目《move!》，報道過NHK《project X》涉嫌造假等獨家新聞:63。2009年開始，朝日放送將傍晚的資訊節目和新聞節目進行統合。現在朝日放送在平日傍晚播出的帶狀新聞節目是2022年開始播出的《news歡迎回家》，時長超過3小時。
1969年JNN在巴黎設立支局時，朝日放送派遣了特派員，亦是朝日放送首次在海外派遣特派員:304。1988年，朝日放送開設了ANN香港支局，是日本第一家在香港設立支局的民營電視台:342。1992年，朝日放送開設了上海支局:350。朝日放送還開設過台北支局。但現在朝日放送僅設有巴黎和上海兩個支局。

### 資訊節目
1972年開始播出的《Plusα》是朝日放送最初的自製大型帶狀資訊節目，在主婦觀眾中擁有高人氣:193-195。為提高全日收視率，朝日放送自1994年開始在傍晚播出有較強娛樂色彩的資訊節目《廣角ABCDE》。該節目在開播半年後開始逐漸取得高收視率。1998年2月24日，《廣角ABCDE》獲得了13.6%的高收視率:301-302。該節目的成功也引發其他關西其他各台的效仿，紛紛在同時段製作類似的資訊節目:156。
《早安朝日》自1979年開始播出，是朝日放送在晨間播出的帶狀資訊節目。在1979年至1994年，《早安朝日》曾在大阪塔的觀景台進行播出:153。當時大阪其他各台晨間的資訊節目都是聯播東京的節目。《早安朝日》因其大阪本地特色而取得高收視率。1999年6月11日，該節目創下19.2%的收視率記錄:153。1982年，《早安朝日》開始播出週六版:222-223。日本著名主播宮根誠司曾擔任《早安朝日》主持人達20年。《早安朝日》在2012年實現播出1萬集:107。2020年10月開始，《早安朝日》延長為3小時節目:137-138。

### 綜藝節目

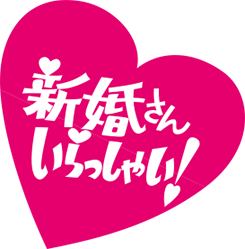
《歡迎新婚夫婦!》的節目標誌

朝日放送自開播時即擅長製作觀眾參與型的談話節目，其最著名的代表是1971年開始播出至今的長壽節目《歡迎新婚夫婦!》。該節目曾由桂文枝擔任主要主持長達51年，是世界播出時間最長的由同一主持人播出的清談節目:191:110。《求婚大作戰》是朝日放送的另一檔觀眾參加型綜藝節目，在朝日放送轉換聯播網後從地方節目升格為通過聯播網在日本全國聯播的節目:191-192。1975年開始播出的《搶牌競猜 直擊25》是朝日放送在轉換聯播網後的第一個在日本全國播出的綜藝節目:170-177，播出至2021年:217-218，成長為朝日放送最具代表性的競猜節目。《上沼惠美子的聊天烹飪》是朝日放送在午間播出的烹飪節目，也是上沼惠美子的冠名節目，於1995年至2022年在日本全國播出。其後繼節目是DAIGO主持的《DAIGO也下廚》。
朝日放送現在於黃金時段在日本全國播出的綜藝節目為週日20時的《遠離人煙的一戶人家》:103-104。該節目穩定獲得超過20%的高收視率，和日本電視台的《千奇百趣大挑戰》展開激烈的收視競爭。《一流藝人品鑑中》是朝日放送電視台自2005年開始於每年新年假期播出的特別節目，在2021年創出關西26.6%、關東22.8%的高收視率:33-34。自2001年開始播出的《M-1大賽》是朝日放送在每年年底播出的日本最大規模的漫才競賽節目，近年吸引超過5,000組搞笑藝人應徵。該節目在關西獲得過高達35%的高收視率，亦引發社會話題:182-203。
朝日放送電視台亦有眾多成功外銷海外的綜藝節目。2002年開始播出的《全能住宅改造王》在2003年於關西創出過22.1%的高收視率，並且獲得了這一年的新語、流行語大賞。該節目銷售至台灣國興衛視和緯來電視網播出:28-30。播出於2019年至2022年的《藝能界常識檢查!鳥肉是什麼肉!?》，由濱田雅功主持，亦是在全國黃金時段播出的綜藝節目。2022年7月開始，授權緯來日本台以《爆笑隨堂考》的名稱在台灣播出。
深夜綜藝節目亦是朝日放送的強勢領域。1986年開始，朝日放送將其在平日23時至翌日0時時段播出深夜綜藝節目統稱為《Knight in Night》:277-278。1988年開始播出的《Knight Scoop》是朝日放送最為成功的深夜節目，其內容是由節目組協助實現觀眾的願望。該節目在1991年製作了《日本全國（均為「傻瓜」之意）分佈圖》，通過實地調查和對學者的取材完成了這一課題，並憑藉該企劃而一躍成為熱門節目:168-169。1998年5月1日，該節目創下32.2%的收視率記錄:279-280。2009年，該節目首次實現日本全國播出:106-107。

### 電視劇
播出於1958年至2002年的《部長刑事》是自大阪電視放送就開始播出的超長壽電視劇，開創了大阪方言電視劇先河:82-93。由朝日放送製作，在東芝週日劇場播出的《釜崎》以1961年發生的釜崎騷動為題材，獲得了藝術祭大賞:128-129。在1962年開始播出的《Tenamonya三度笠》雖然在開播時收視率只有約7%，但在一年後收視率上升至26.5%，並曾創下64.8%的超高收視記錄，是朝日放送最成功的喜劇之一:127。該節目也是朝日放送第一個自製彩色節目:58-59。1968年時，朝日放送曾同時製作4部連續劇，並製作了第一部彩色電視劇《傳七捕物帳》:160-161。進入1970年代後，朝日放送製作電視劇從時代劇改以家庭題材電視劇為主:161-162。
在加入ANN之後，朝日放送開始和朝日電視台共同製作日本第一個90分電視劇劇場《週六廣角劇場》（後延長為2小時），大多播出懸疑題材電視劇:219。播出於1958年至2002年的《部長刑事》的歷史長達44年，累計播出2159集，是日本播出年數最長的電視劇:37。自1975年開始播出的《必殺系列》播出多達31季，是朝日放送最著名的時代劇系列:193。該節目在1983年還曾前往香港拍攝:121-122。2007年之後，《必殺系列》成功實現復活，幾乎每年均播出特別電視劇:42。
現在朝日放送製作有兩檔電視劇，包括自2018年開始在每週日深夜播出的《電視劇L》，以及自2020年開始同樣在每週日深夜播出的《電視劇+》。朝日放送電視台亦和AbemaTV合作，共同製作電視劇:114-115。2023年4月開始，朝日放送電視台時隔28年獲得在日本全國播出的晚間連續劇時段。

### 動畫節目
朝日放送現在負責製作ANN系列週日早晨8時30分，以及深夜動畫ANiMAZiNG!!!兩個動畫節目時段的製作。前者於1984年便開始播出。自2004年開始，該時段以播出《光之美少女系列》等面向女性兒童的動畫節目為主:44-45，目前正在播出的是《光之美少女偶像與你》為其第22個系列。後者是自2020年10月開始播出的深夜動畫檔，第一部作品是《攀岩！ -Climbing Girls-》。

### 紀錄片及教養節目
1961年8月開始播出的《聚焦》（クローズアップ）是朝日放送最初的自製紀錄片節目。該節目後更名為《映像報告》（カメラ・ルポルタージュ），並曾獲得民放祭最優秀賞:122-123。1995年，朝日放送在紀錄片《來自黑暗波濤 北朝鮮的對南工作》（闇の波涛から　北朝鮮発・対南工作）中揭發朝鮮政府綁架日本人的歷史，引發日本社會震撼:341-343。
由三宅裕司主持，自1993年開始播出的《驚桃木20世紀》是一檔融合了歷史題材紀錄片和綜藝節目的創新節目，曾獲得過26.2%的高收視率，開創了朝日放送製作融合紀錄片和綜藝體裁的新領域節目先河:158-160。北野武的冠名節目《北野武的萬物創世紀》則是科學題材的教養綜藝節目，獲得過23.9%的高收視率:160-163。

### 體育節目
職業摔角是大阪電視放送初期的人氣體育轉播，亦是大阪電視放送主要聯播的日本電視台節目:85-86。職業棒球也是大阪電視放送主要的體育轉播項目之一。大阪電視放送轉播的第一場職棒比賽是1957年3月在甲子園球場舉辦的阪神虎對每日獵戶座的比賽:86。1963年，朝日放送設立運動部，加強對體育賽事的轉播:129。同一時期，朝日放送開始轉播全國高等學校棒球錦標賽:130。朝日放送從1968年開始對職棒和高中棒球進行彩色轉播:163-165。1981年開始，朝日放送和朝日電視台共同製作《熱鬥甲子園》節目，播出全國高等學校棒球錦標賽的賽事集錦等內容，在第一季就取得14.3%的高收視率:224:140-142。1993年J聯賽開幕後，大阪放送在當年6月轉播了大阪鋼巴對橫濱水手的比賽，並取得21.2%的收視率:306-307。

## 攝影棚

### 堂島總部
大阪電視放送總部位於堂島，其用地原本是進駐日本盟軍用地，佔地面積約2,500平方公尺。這座建築由清水建設施工。高4層，擁有3個攝影棚和大型彩排室:74。1956年夏季，大阪電視放送總部竣工:76。

### 大淀南總部

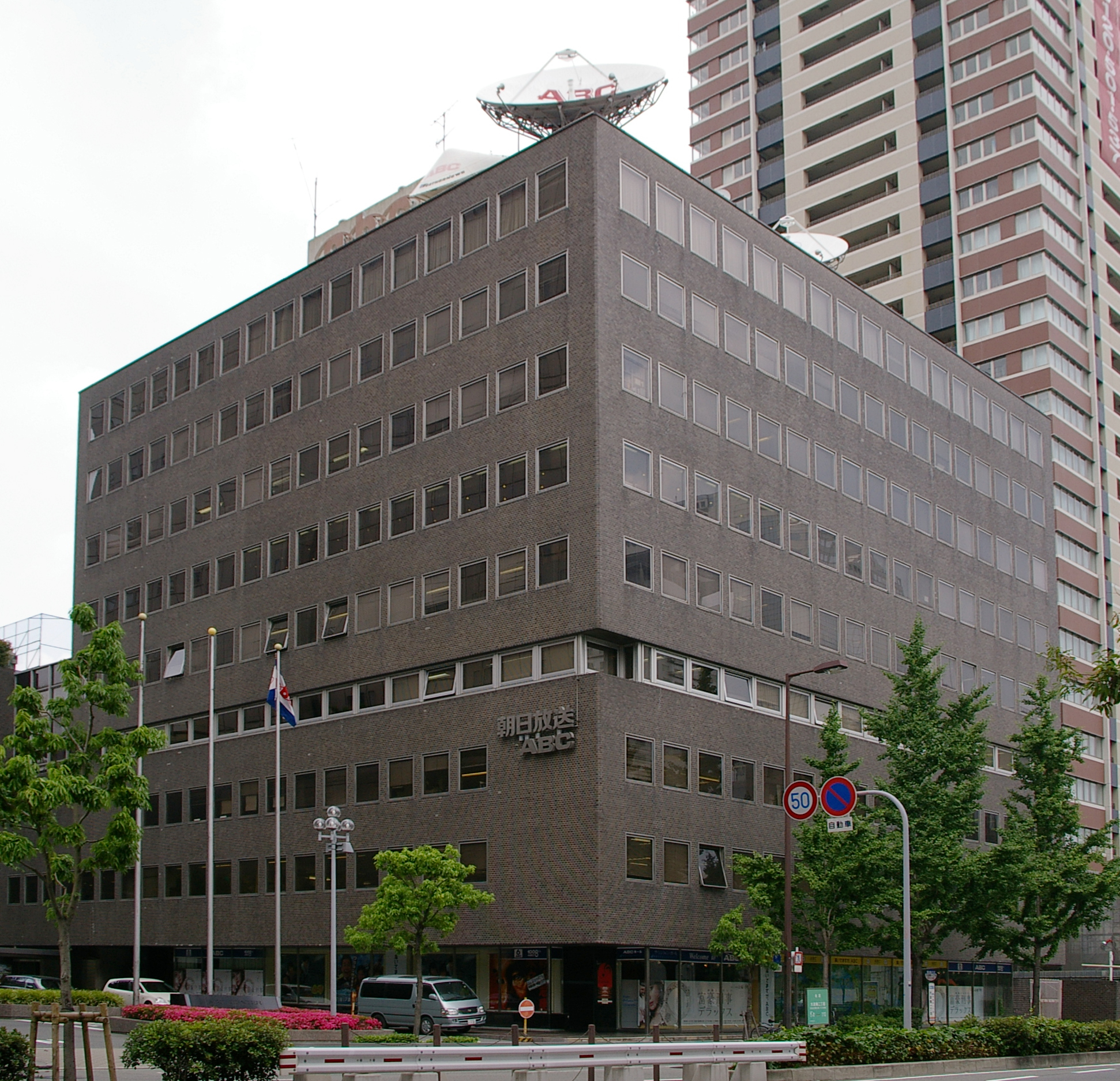
朝日放送大淀南總部

隨著業務量增加導致空間不足，以及廣播和電視部門分開辦公的弊端凸顯，朝日放送在1960年代初期開始計劃修建新總部，並在大淀南購買土地。朝日放送總部及其附近的大阪塔等建築合稱為ABC中心:116。朝日放送總部大廈由大成建設施工，開工於1964年9月，竣工於1966年5月，總樓面面積29,552.834平方公尺。地上有9層，地下有2層，高31公尺。工程費用約40億日元:137-138。大廈內設有4個電視攝影棚，其中最大的A攝影棚面積達709平方公尺:138。ABC中心除了朝日放送的總部大廈之外，還設有高158.1公尺的大阪塔，以及可容納650名觀眾的ABC音樂廳:138。1966年6月1日，朝日放送開始從大淀南總部播出節目:139。大阪塔的工程耗資約4億日元，高160公尺，在最頂部設有電視、廣播的訊號發射及轉播天線。大阪塔的100公尺高處觀景台，比當時大阪另一主要觀景台通天閣觀景台要高9公尺，可容納270名遊客:141。
在修建總部辦公大廈的同時，朝日放送還利用購得土地的南半部修建廣場賓館。這座賓館地下有3層，地上高23層，擁有600個客房，是當時西日本屈指的高級賓館:142-143。
因建築及設施的老化，朝日放送自1985年開始計劃對ABC中心進行全面翻新。但受到日本泡沫經濟崩潰後經濟蕭條的影響，朝日放送凍結了這一計劃，並決定在1999年關閉廣場賓館，退出賓館業:293。

### 福島總部
朝日現在的總部是中之島螢町再開發事業的一部分，修建在阪大醫院舊址的西半部上:86。這座建築由隈研吾和NTT FACILITIES設計，竣工於2008年1月。施工由竹中工務店負責，總樓面面積43,401平方公尺，地下有1層，地上有16層。總部內設有A、B、C、D、N五個攝影棚，並設有新的ABC音樂廳。建築10層設有空中花園:87-88。朝日放送的新總部也是日本第一座採用免震構造施工的大規模廣播設施:84-85，並獲得了2009年度的好設計獎。

## 註释
1. ↑  「三冠」指全日（6:00-24:00）、黃金時間（19:00-22:00）、晚間時段（19:00-23:00）三個時段皆獲得收視率第一。